# Isola Kizer
L'isola Kizer è un'isola rocciosa della Terra di Marie Byrd, in Antartide. L'isola, che è completamente ricoperta dai ghiacci e che si estende in direzione est/ovest per circa 30 km e in direzione nord/sud per circa 20, è situata nella parte della Terra di Marie Byrd che si sovrappone alla parte nord-orientale della Dipendenza di Ross e della fa parte dell'arcipelago Marshall; come le altre isole di questo arcipelago anch'essa si trova davanti alla costa di Saunders, all'interno della baia di Sulzberger, dove è quasi completamente circondata dai ghiacci della piattaforma glaciale Sulzberger e dove giace subito a est dell'isola Cronenwett.

## Storia
L'isola Kizer fu mappata per la prima volta dai cartografi dello United States Geological Survey grazie a fotografie scattate dalla marina militare statunitense (USN) durante ricognizioni aeree effettuate nel periodo 1959-65, e così battezzata dal comitato consultivo dei nomi antartici in onore del tenente T. L. Kizer, della USN, che servì come elicotterista a bordo della USS Glacier e che avvistò l'isola il 26 gennaio 1962.